# Bloomfield Haines Moore
Bloomfield Haines Moore, född 16 december 1819, Philadelphia, död 5 juli 1879, amerikansk företagsman och miljonär. Han var son till fastighetsmäklaren Samuel French Moore och Agnes French och utbildade sig vid Clermont Academy i delstaten New York. Fadern dog 1827 och Bloomfield investerade arvet i ett bolag som blev framgångsrikt. Han gifte sig 1842 med Clara Jessup som var dotter till en framgångsrik kemist, Augustus Edward Jessup, Bloomfield sålde sitt företag och investerade pengarna i familjen Jessups pappersindustri som samtidigt bytte namn till The Jessup & Moore Paper Company. De fick ett statligt kontrakt för tillverkning av sedelpapper och företaget blev så småningom ett av världens största pappersindustrier. När svärfadern pensionerade sig tog Bloomfield över företaget på egen hand.

## Familj
Bloomfield och Clara fick tre barn, Ella Carlton, Clarence och Lillian. Ella Carlton gifte sig med Carl Gustav von Rosen och Lillian gifte sig med Carl Bildt.